# الاستخدام العسكري للمدارس
يستخدم مصطلح «الاستخدام العسكري للمدارس» للإشارة إلى الأنشطة المختلفة التي تقوم بها القوات المسلحة الوطنية والجماعات المسلحة غير الحكومية في المدارس والجامعات والمرافق التعليمية الأخرى وحولها، دعمًا لجهودهم العسكرية، ومن أمثلة ذلك استخدام مدرسة أو جامعة بوصفها ثكنات أو قواعد لعمليات الانتشار الهجومية أو الدفاعية، ولتخزين الأسلحة أو الذخيرة للتدريب العسكري للجنود، كمراكز المراقبة أو مرافق الاحتجاز.
شجع مجلس الأمن التابع للأمم المتحدة جميع «الدول الأعضاء على اتخاذ تدابير ملموسة لردع مثل هذا الاستخدام للمدارس من قبل القوات والجماعات المسلحة» وفقًا للأمين العام للأمم المتحدة فإن: «استخدام المدارس لأغراض عسكرية يعرض الأطفال لخطر الاعتداء ويعيق حق الأطفال في التعليم. مثل هذا الاستخدام للمدارس، لا يؤدي فقط إلى انخفاض الالتحاق وارتفاع معدلات التسرب، خاصةً بين الفتيات، بل قد يؤدي أيضًا إلى اعتبار المدارس أهدافًا مشروعة للهجوم».

## الدول والجماعات المنخرطة في الاستخدام العسكري للمدارس
وفقًا للتحالف العالمي لحماية التعليم من الهجمات، بين عامي 2005 و2015، وجدت حالات استخدام عسكري للمدارس في أفغانستان وبورما/ ميانمار وجمهورية إفريقيا الوسطى وتشاد وكولومبيا وكوت ديفوار وجمهورية الكونغو الديمقراطية ومصر وإثيوبيا وجورجيا والهند وإندونيسيا والعراق والأراضي الفلسطينية المحتلة وكينيا وليبيا ومالي وميانمار ونيبال ونيجيريا وباكستان والفلبين والصومال وجنوب السودان وسريلانكا والسودان وسوريا وتايلاند وأوغندا وأوكرانيا واليمن وزيمبابوي.
وثق تقرير الأمين العام للأمم المتحدة بشأن الأطفال والنزاع المسلح لعام 2016 الاستخدام العسكري للمدارس في 14 دولة من قبل ما لا يقل عن 10 قوات مسلحة وطنية وجماعات مسلحة متعددة. ووفقًا للتقرير، استخدمت المجموعات التالية المدارس لأغراض عسكرية خلال عام 2015: الدفاع الوطني الأفغاني وقوات الأمن وكذلك طالبان وجماعة تابعة لتنظيم الدولة الإسلامية في أفغانستان، فصائل سيليكا السابقة في جمهورية أفريقيا الوسطى، والجيش الكولومبي والقوات المسلحة الثورية لكولومبيا/ الجيش الشعبي في كولومبيا، والقوات المسلحة الكونغولية والجماعات المسلحة في جمهورية الكونغو الديمقراطية، وقوات الأمن العراقية وداعش في العراق، ومجلس شورى درنة مجاهدي ليبيا، والجماعات المسلحة في مالي، والتاتماداو (القوات المسلحة الحكومية) في ميانمار، وقوات الأمن النيجيرية وبوكو حرام في نيجيريا، والقوات المسلحة الفلبينية والجماعات شبه العسكرية، ومقاتلو بانغسامورو الإسلاميون من أجل الحرية، والجيش الوطني الصومالي في الصومال، والجيش الشعبي لتحرير السودان والقوات الحكومية الأخرى والحركة الشعبية لتحرير السودان/ الجيش المعارض في جنوب السودان، والقوات الحكومية في سوريا، وقوات الحوثي واللجان الشعبية والجماعات المسلحة المجهولة في اليمن.

## إجراء مجلس الأمن التابع للأمم المتحدة
بموجب قرار مجلس الأمن التابع للأمم المتحدة 1998، حث مجلس الأمن عام 2011 «أطراف النزاع المسلح على الامتناع عن الأعمال التي تعيق وصول الأطفال إلى التعليم»، وطالب الأمين العام للأمم المتحدة بما يلي: «رصد الاستخدام العسكري للمدارس والإبلاغ عنه بما يخالف القانون الدولي الإنساني».
بموجب قرار مجلس الأمن التابع للأمم المتحدة رقم 2143 لعام 2014، أعرب مجلس الأمن عن «قلقه العميق إزاء الاستخدام العسكري للمدارس بما يتعارض مع القانون الدولي المعمول به، مدركًا أن هذا الاستخدام قد يجعل المدارس أهدافًا مشروعة للهجوم، مما يعرض سلامة الأطفال والمعلمين للخطر وكذلك تعليم الأطفال».
علاوة على ذلك، حث مجلس الأمن «جميع أطراف النزاع المسلح على احترام الطابع المدني للمدارس وفقًا للقانون الإنساني الدولي»، وشجع الدول الأعضاء على النظر في اتخاذ تدابير ملموسة لردع استخدام المدارس من قبل القوات المسلحة والجماعات المسلحة من غير الدول بما يتعارض مع القانون الدولي المعمول به، وحث الدول الأعضاء على ضمان التحقيق في الهجمات على المدارس التي تتعارض مع القانون الإنساني الدولي ومقاضاة المسؤولين عنها على النحو الواجب، ودعا فرق العمل التابعة للأمم المتحدة على الصعيد القطري إلى تعزيز الرصد والإبلاغ عن الاستخدام العسكري للمدارس.
عزز مجلس الأمن عام2015  لغته، وشجع في القرار 2225 جميع «الدول الأعضاء على اتخاذ تدابير ملموسة لردع مثل هذا الاستخدام للمدارس من قبل القوات المسلحة والجماعات المسلحة».

## قانونيًا
تخضع شرعية الاستخدام العسكري للمدارس لمزيج من القانون الإنساني الدولي (المعروف أيضًا باسم «قانون النزاع المسلح») والقانون الدولي لحقوق الإنسان والقانون المحلي.

### القانون الإنساني الدولي
الاستخدام العسكري للمدارس مقيد ولكنه ليس دائمًا محظورًا، بموجب القانون الدولي الإنساني، يُطلب من أطراف النزاع المسلح إلى أقصى حد ممكن: أ) تجنب وضع الأهداف العسكرية داخل أو قرب المناطق المكتظة بالسكان، متضمنةً الأماكن التي من المحتمل أن توجد فيها المدارس والجامعات. ب) السعي لإبعاد السكان المدنيين والأفراد المدنيين والأعيان المدنية الواقعة تحت سيطرتهم عن جوار الأهداف العسكرية. ج) اتخاذ الاحتياطات الأخرى اللازمة لحماية المدارس والجامعات الواقعة تحت سيطرتها من الأخطار الناجمة عن العمليات العسكرية.
وفقًا للممثل الخاص للأمين العام للأمم المتحدة المعني بالأطفال والنزاع المسلح: «يحظر القانون الإنساني الدولي على القوات والجماعات المسلحة استخدام المدارس بينما يستخدمها الأطفال والمعلمون لأغراض تعليمية». وبحسب منظمة هيومان رايتس ووتش: «من غير القانوني استخدام مدرسة في آن واحد معقلًا مسلحًا ومركزًا تعليميًا».
بموجب اتفاقية جنيف الرابعة، المطبقة في أثناء النزاعات المسلحة الدولية يتعين على قوة الاحتلال بالتعاون مع السلطات الوطنية والمحلية «تسهيل العمل المناسب لجميع المؤسسات المخصصة لرعاية الأطفال وتعليمهم».